# Furazabol
Furazabol é um anabolizante oral derivado da dihidrotestosterona, parente do Estanozolol, sendo um agente com moderado poder anabólico. Faz parte do grupo metilalquil c-17α, o que permite que ele seja administrado por via oral, embora haja relatos de hepatotoxicidade em alguns indivíduos.
Sua composição difere de estanozolol por ter um sistema de anéis furazan no lugar do pirazol. Furazabol é considerado alternativa ao Estanozolol devido não apresentar efeito adverso extremo nos níveis de colesterol, mas sim melhorar o perfil lipídico do sangue dos indivíduos.

## História
Inicialmente desenvolvido na década de 1960, Furazabol era usado como tratamento padrão da hiperlipidemia no Japão, principalmente durante as décadas de 1970 e 1980. Teve uma única apresentação farmacêutica conhecida em países ocidentais, sob o nome Miotolan, então fabricado pelo laboratório Daiichi Seiyaku Labs. Há alguns anos foi descontinuada esta apresentação.

## Efeitos adversos
Furazabol é uma droga moderadamente androgênica e, portanto, diversos efeitos colaterais androgênicos poderão ocorrer, tais como pele oleosa, acne, aumento de pelos faciais e corporais, engrossamento da voz e aumento do clitóris (em mulheres somente).
Como outros esteróides anabolizantes, Furazabol interrompe a capacidade natural do corpo em produzir testosterona, de forma temporária e até mesmo permanente. Drogas pertencentes ao grupo metilalquil c-17α normalmente são tóxicas para o fígado, podendo causar danos permanentes ou falência do órgão, principalmente em indivíduos que administram doses mais elevadas ou fazem uso regular/contínuo.

## Pesquisa a respeito
Na década de 1970, pesquisas mostraram que Furazabol e também muitos outros ativos AAS por via oral como Anavar (oxandrolona) reduziram o colesterol sérico total. Posteriormente, identificou-se que a redução do colesterol ocorrida através da ingestão de ativos AAS foi o resultante da elevada redução dos níveis de HDL. Como tal, é esperado que Furazabol, assim como outros esteroides anabólicos, além de reduzir os níveis de colesterol total, afete negativamente a relação HDL / LDL, aumentando assim o risco de doença cardiovascular, tal qual esteróides correlatos, porém com impactos perceptíveis à longo prazo, devido a sua intrigante característica de apresentar níveis gerais de redução de colesterol extremamente mais elevados que os demais.